# Radomsko
Radomsko là một thị trấn thuộc huyện Radomszczański, tỉnh Łódźkie ở trung tâm Ba Lan. Thị trấn có diện tích 51 km². Đến ngày 1 tháng 1 năm 2011, dân số của thị trấn là 48220 người và mật độ 938 người/km².